# Червоный Садок
Червоный Садок (укр. Червоний Садок) — село, Волосский сельский совет, Днепровский район,
Днепропетровская область, Украина.
Код КОАТУУ — 1221481504. Население по переписи 2001 года составляло 39 человек.

## Географическое положение
Село Червоный Садок находится на правом берегу реки Мокрая Сура, выше по течению на расстоянии в 0,5 км расположено село Братское, ниже по течению примыкает село Ракшевка, на противоположном берегу — село Каменка.
По селу протекает пересыхающий ручей с запрудой.
Вокруг села массивы дачных участков.
Рядом проходит автомобильная дорога Н-08.